# Juan Montenegro
Juan Montenegro (Tumbes, 22 de septiembre de 1975) es un exfutbolista peruano. Jugaba de centrocampista. Tiene 49 años. 

## Clubes
| Club                        | País  | Año         |
| --------------------------- | ----- | ----------- |
| Unión Huaral                | Perú  | 1993        |
| SV Dakota                   | Aruba | 1993 - 1994 |
| Coronel Bolognesi           | Perú  | 1994 - 1995 |
| Guardia Republicana         | Perú  | 1995 - 1997 |
| Sport Agustino              | Perú  | 1997        |
| Lawn Tennis                 | Perú  | 1998        |
| Unión Minas                 | Perú  | 1999        |
| Cienciano                   | Perú  | 2000        |
| Inclán S.C.                 | Perú  | 2000        |
| Melgar                      | Perú  | 2001 - 2002 |
| Wanka                       | Perú  | 2002        |
| Atlético Universidad        | Perú  | 2004 - 2005 |
| Unión Huaral                | Perú  | 2006        |
| José Gálvez                 | Perú  | 2006        |
| Sport Áncash                | Perú  | 2007        |
| Sport Boys                  | Perú  | 2008        |
| Juan Aurich                 | Perú  | 2008        |
| Colegio Nacional de Iquitos | Perú  | 2009        |
| Sport Águila                | Perú  | 2009        |
| Sport Áncash                | Perú  | 2010        |
| Alianza Unicachi            | Perú  | 2011        |
| Pacífico FC                 | Perú  | 2012        |
| Deportivo Coopsol           | Perú  | 2013        |

## Palmarés

### Campeonatos nacionales
| Título                    | Club                | País | Año  |
| ------------------------- | ------------------- | ---- | ---- |
| Segunda División del Perú | Guardia Republicana | Perú | 1995 |
| Segunda División del Perú | Pacífico FC         | Perú | 2012 |